# Acontia canarensis
Acontia canarensis là một loài bướm đêm trong họ Noctuidae.